# トラック野郎・一番星北へ帰る
『トラック野郎・一番星北へ帰る』（トラックやろう・いちばんぼしきたへかえる）は、1978年12月23日公開の日本映画。菅原文太主演、東映製作・配給による「トラック野郎シリーズ」第8作。
10億6000万円の配給収入を記録、1979年（昭和54年）の邦画配給収入ランキングの第5位となった。マドンナが子連れの未亡人であったり、桃次郎の過去が描かれたり、主題歌や星（一目ぼれの演出）がない、など、かなり特色のある作品である。なお、松下家の子供たちは、本作から総入れ替えとなっている（最終作まで）。

## ストーリー
秋の山道を行く3台のトラック。星桃次郎（菅原文太）の11 t車・一番星号と、松下金造（愛川欽也）の4 t車・やもめのジョナサン号、そして桶川玉三郎（せんだみつお）の三番星号である。やがて夜となり、国道4号線に差し掛かる。その時、眼前に婦人警官の制服を着用した女が飛び出して停止を促した。取り締まりかと思い車を止めた桃次郎。女は助手席から乗り込んでくる。女は「4号線のマリー」（三崎奈美）と呼ばれる売春婦だった。婦人警官のコスチュームが運転手仲間に好評なのだという。桃次郎もその気になり、マリーを乗せたまま発車した。
ジョナサン一家の仲立ちにより、常磐ハワイアンセンター（現・スパリゾートハワイアンズ）でお見合いをする桃次郎。しかし、偶然出会った北見静代（大谷直子）に一目惚れし、お見合いをぶち壊しにしてしまう。
夜、仮眠明けの桃次郎は、本物の婦人警官・佐倉潔子（児島美ゆき）を売春婦と間違え、婦女暴行未遂と公務執行妨害で24時間拘留されてしまう。後日、ドライブイン「みちのく」では、桃次郎の出所祝いが行われていた。明るいムードの中、一人暗い顔をする真室川こと石川孫六（谷村昌彦）。人身事故の後処理が終わらない真室川は、サラ金に残金を借りるため、ジョナサンに保証人を頼み込む。
ジョナサンは二つ返事で応じるも、やがて真室川は失踪。200万円以上の借金が保証人であるジョナサンにのしかかる。そして真室川の娘・石川鮎子（舟倉たまき）には、サラ金会社から売春の斡旋が。そんな中、馬場作太郎（新沼謙治）が山中で自殺しようとしていた真室川を発見し、「みちのく」へ連れてくる。真室川親子の苦境を見かね、桃次郎が金を差し出す。それを契機にカンパする一同だが、65万円あまりしか集まらない。残りは150万円。そこで馬場作が「明日の輓馬競技大会で優勝すると、200万円で馬が売れる」と申し出る。
翌日。馬場作と桃次郎の引く馬は最初こそ出遅れたものの、肛門に棒をねじ込むという桃次郎の奥の手で逆転優勝。一同は喜び、花巻温泉で祝賀会を開く。真室川はトラック野郎に復帰し、馬場作と鮎子はジョナサンの仲介で婚約が成立する。
桃次郎は、馬場忠太郎（桑山正一）のリンゴ農園からリンゴを運ぶために岩手県の花巻を訪れ、そこで働く静代と再会。だが、その息子・誠（加瀬悦孝）の模型飛行機を誤って壊し、誠の機嫌を損ねてしまう。
大型トレーラー「Big99」に乗る九十九譲次（黒沢年男）は静代と旧知な上に、誠とも懇意。譲次は「荷荒らし」としてトラック野郎たちから反感を買っていた。荷と静代を賭け、港で桃次郎との喧嘩が始まる。激闘は続いたが、譲次が折れることで決着した。
桃次郎はデパートで買った玩具で誠の気を引こうとするが、落とし穴に落とされ、オメガの腕時計も壊れてしまった。誠から「あの模型飛行機は、1年前に父親が誕生日にプレゼントしてくれた手作りの物であり、父親は翌日に岩手山で遭難した」と聞かされた桃次郎は、「みちのく」で手作り飛行機を徹夜で作り上げる。しかし、完成した飛行機は、静代母子の前では飛ばなかった。
落胆した桃次郎が「みちのく」で酒を煽っていると、赤沢重吉（田中邦衛）警部が年末警戒のため訪れる。「2代目花巻の鬼台貫」の異名をとる赤沢は、運転手仲間から恐れられている存在であり、桃次郎とは婦警の件以前からの因縁があった。「もう岩手県には来ない」という桃次郎。
桃次郎がリンゴ農園に行き、馬場忠太郎に「リンゴの定期便をジョナサンに譲りたい」と伝えた直後、見上げた空を飛ぶ模型飛行機に気づく。それを追ってきた誠は笑顔だった。自分で尾翼を直したのだという。仲良く模型飛行機を飛ばし、後を追いかける2人。そこに静代が加わる。
一番星号で福島県の会津若松にある北見家（亡夫の実家）を訪れる静代。北見家は代々、赤べこを製作・販売していた。当主の北見誠之助（今福将雄）は息子が死んだことで後継者を断念し、店もたたむという。静代に再婚を勧める誠之助。
帰路、ダムの見える丘に登る桃次郎と静代母子。「学生時代にハイキングに来たことがある」と楽しそうな静代に、「故郷はこのダムの底」と語る桃次郎。小学6年生の時に工事が始まり、一家は下北へと移るが、漁師となった父親は1年も経たない内に遭難。以後、母親が女手一つで桃次郎と妹を育てたのだった。それを聞いて顔をこわばらせる静代。
正月。桃次郎は花巻の静代宅を訪れる。だが静代母子は既に家を去った後で、桃次郎への置き手紙が残されていた。「自分も、桃次郎さんのお母さんのように、1人で父親と母親の役割を担う」と綴った上で、会津若松の北見家へ行き、誠に跡を継がせる決心が書かれていた。そこには、新品のオメガの腕時計も置かれていた。以前、誠が壊した桃次郎の腕時計を、静代が弁償したものであった。
「みちのく」で落ち込む桃次郎の前に、花巻病院の水谷（沢竜二）が飛び込んでくる。15時までに大野村（現・洋野町）に人工腎臓の透析装置を届けてほしいという。しかし、大野村までは200 km以上あり、とても2時間では運べない。新年特別警戒に怖気づく運転手一同だったが、桃次郎はその仕事を買って出る。オメガの腕時計をハンドルにかけ、一番星号を発進させた。
一番星号の暴走を知り、赤沢は追跡を開始。途中、積荷が赤沢の妻・久枝（村松美枝子）のためのものだと判明するが、桃次郎も赤沢も引かない。県警本部から「花巻病院から一番星号を先導するよう要請があった」との指示を受けたものの、それを無視して追いかける赤沢。パトカーが走行不能になると、機動隊の特殊車両に乗り換えてまで追跡する。ジョナサンやBig99、その他のトラック野郎たちの援護もあり、一番星号は15時前に大野村に到着。久枝は事なきを得た。
どこかで乗り換えた泥まみれのパトカーで遅れて到着した赤沢は、桃次郎に手錠をかけようとする。しかし、桃次郎は業務とはいえ、自分の妻を生命の危険にさらす徹底妨害に及んだ赤沢を殴り飛ばした。その意味を理解した赤沢は、公務執行妨害を加算するなど声をたてることもなく、静かに立ち上がる。拳で無言の説教をした桃次郎は、道路交通法違反の罪を受けるべく、黙って両手を差し出す。赤沢は、警察官としての業務遂行で桃次郎に手錠をかけ逮捕した直後、一個人の赤沢重吉として「ありがとう」と桃次郎に礼を言った。「鬼台貫は鬼じゃなく、やはり人だった」と微笑み、頷く桃次郎であった。

## スタッフ
- 監督 - 鈴木則文
- 企画 - 高村賢治、天尾完次
- 脚本 - 鈴木則文、中島信昭、掛札昌裕
- 音楽 - 木下忠司
- 撮影 - 中島徹
- 照明 - 小林芳雄
- 録音 - 広上益弘
- 美術 - 桑名忠之
- 編集 - 鈴木弘始
- スチール - 藤井善男
- 助監督 - 澤井信一郎、森光正
- 挿入歌 - 黒沢年男（コロムビアレコード）
  - 仮面舞踏会（作詞・作曲:なかにし礼 / 編曲:高田弘）
- 挿入歌 - 新沼謙治（コロムビアレコード）
  - ごめんよ（作詞:伊藤アキラ / 作曲・編曲:馬飼野康二）
- 挿入歌 - 須賀良（トリオレコード）
  - トラック野郎の三度笠（作詞:宮崎靖男、澤井信一郎 / 補作:鈴木則文 / 作曲:賀川晴雄 / 編曲:伊藤雪彦）
- 企画協力 - （株）カントリー
- 協力
  - いわき市
  - 常磐ハワイアンセンター
  - 花巻市
  - 花巻温泉
  - 山田うどん
  - 金子運輸株式会社
  - 哥麿会
  - 関西浪花会
- 現像 - 東映化学
- 製作 - 東映

## 出演
- 星桃次郎（一番星） - 菅原文太
- 桶川玉三郎（三番星） - せんだみつお
- 北見静代 - 大谷直子
- 馬場作太郎 - 新沼謙治
- 松下君江 - 春川ますみ
- 石川鮎子 - 舟倉たまき（舟倉由佑子）
- 石川孫六[2][注 1][注 2]（真室川） - 谷村昌彦
- 北見誠之助 - 今福将雄
- 佐倉潔子（婦人警官） - 児島美ゆき
- 馬場忠太郎 - 桑山正一
- 北見うめ - 風見章子
- 水谷（花巻病院医師） - 沢竜二
- テル美 - 亜湖
- 北見誠 - 加瀬悦孝
- ジュリー（ウエイトレス） - ジュリー・マーシャル
- 鳴戸（サラ金会社常務） - 土方弘
- 黒岩[2]（警官） - 内田昌宏
- 4号線のマリー - 三崎奈美
- 岩手山 - 須賀良
- 阿佐田 - 桐原信介
- 北上慕情 - 沢田浩二
- みちのく丸 - 亀山達也
- 蔵王しぐれ - 高月忠
- 砂川三太郎（ドライブイン「みちのく」店主） - 相馬剛三
- 浜源 - 河合絃司
- 石田 - 土山登士幸
- 医師 - 大木晤郎
- 夜の貴公子 - 宮城健太狼
- 竜飛無宿 - 清水照夫
- 裏磐梯 - 幸英二
- 一発屋 - 山浦栄
- 花の白虎隊 - 津野途夫
- 哥麿 - 宮崎靖男
- 大門 - 奈辺悟
- 秋田音頭 - 城春樹
- 海猫仁義 - 吉宮慎一
- 警官 - 司裕介
- 警官 - 高橋利道
- イサ美 - 宮崎あすか
- 赤沢久枝 - 村松美枝子
- マス美 - 勝美香
- ナオ美 - 渡辺真由美
- ミユキ - 白川絹子
- みどり - 和田瑞穂
- 御手洗近子 - 山本智子
- 赤沢弘子 - 遠藤薫
- 町子 - 市川清美
- 春江 - 吉川潤子
- 松下幸之助 - 酒井克也
- 松下幸次郎 - 桜庭一成
- 松下美智子 - 大久保和美
- 松下華子 - 文蔵あかね
- 松下幸三郎 - 木村雄
- 松下サヤ子 - 石井ひとみ
- 松下幸四郎 - 中村太郎
- 松下幸五郎 - 小椋基広
- 松下幸六郎 - 石井旬
- 強 - 千葉紀久
- 勝治 - 加藤貴寿
- 昭一 - 利根川龍二
- 赤沢重吉（2代目花巻の鬼台貫） - 田中邦衛
- 御手洗剛造 - 嵐寛寿郎
- 伊賀山高利（サラ金会社社長） - 成田三樹夫
- 九十九譲次（Big99） - 黒沢年男
- 松下金造（やもめのジョナサン） - 愛川欽也
- 以下ノンクレジット
  - 警官 - 畑中猛重[要出典]
  - 運転手 - 泉福之助、美原亮、高野隆志、大島博樹、村添豊徳、須藤芳雄[要出典]
  - 港係員 - 佐川二郎、木村修[要出典]

## 備考
企画
社内に蔓延するマンネリ感を止めるため、鈴木は思い切って沖縄を舞台にして『波頭を越える一番星』というタイトルで、米軍基地の問題や戦争混血児など、沖縄の悲しみを含んだ構成を作り会社に提出したが、岡田茂東映社長が「南はあかん。阿久悠もいうとった。歌の世界でも南はせいぜいヒットするのは長崎だけや。映画も一緒。北へ行け。沖縄はやめとけ」という指令によって東北地方が舞台に変更された。「早くタイトルだけでも作ってくれ」と天尾完次プロデューサーの催促の電話にカチンときた鈴木に『一番星北へ帰る』というタイトルがとっさに浮かんだ。
準備稿
『トラック野郎 雪の下北・はぐれ鳥』というタイトルの準備稿（脚本・澤井信一郎）の存在が確認されている。
一部の演出（主題歌、星）について
東映からの要望で本作では使用していない。これに対して鈴木は最後まで反対したが、多方面からのしがらみもあり、「ファンの要望があれば次回作から復活させる」として条件を飲んだ。なお、これは岡田社長の意見ではないとのこと。
編成
封切り時の同時上映は『水戸黄門』。シリーズ唯一の時代劇映画との併映である。
興行成績
配給収入は10億5000万円。東映は『トラック野郎』シリーズが大ヒットを続けていたため、その併映作として少しでも単独シリーズ化の可能性を見出し得るものを探っていたが、当初期待された程の成果が上がらなかった。
東映の試みは次のシリーズ第9作『トラック野郎・熱風5000キロ』で、東映洋画部が見出したジャッキー・チェンの主演映画『ドランクモンキー 酔拳』とのカップリングによってようやく成果を挙げている。
ロケ地
芸文社カミオン：2022年5月号(同年4月1日発売)に「大人の自由研究 第4弾」として、ロケ地の写真とコメントが書かれた企画が掲載になった。ロケ地となった青森県、岩手県、福島県、埼玉県、千葉県、東京都と殆どの撮影箇所が網羅された内容になっている。当時の連載企画だった「スクラップブック回想記」の本作記事との連携企画としての掲載だったため、合わせて見ることで更に違った一面を確認することができる。
テレビ放送
2015年4月20日、愛川欽也（同月15日に死去）の追悼企画として、本作がテレビ東京の『午後のロードショー』で放送された。『午後のロードショー』では、菅原文太（前年11月28日に死去）の追悼企画として、12月4日に『トラック野郎・天下御免』を放送して以来であった。2019年2月28日にチバテレビ木曜スター劇場で放映された。2022年8月21日に TOKYO MXテレビで放映された。

## 同時上映
『水戸黄門』
- 原案・脚本：葉村彰子／監督：山内鉄也／主演：東野英治郎
- ナショナル劇場版『水戸黄門』10周年記念作。初の時代劇とのカップリング。